# 美國鋼鐵工人聯合會
美國鋼鐵工人聯合會（簡稱為United Steelworkers，縮寫為USW）是一个由加拿大、加勒比地区和美国工人组成的总工会，隶属于美国劳工联合会和产业工会联合会和加拿大劳工大会以及几个国际工会联合会，总部设在美國匹兹堡。美国钢铁工人联合会代表各行各业的工人，這些產業包括金属加工業、造纸、化工、玻璃、橡胶、传送带、轮胎、运输、公用事业、集装箱行业、制药、呼叫中心和医疗卫生。美国鋼鐵工人聯合會政治上支持美國民主黨。

## 歷史
美国鋼鐵工人聯合會成立於1942年。2008年7月2日，美國钢铁工人联合会与总部设在英國倫敦的团结联盟合并，组成一个名为工人联合会的新的工会。